# 科里布湖
科里布湖 （英語：Lough Corrib）是位於愛爾蘭西部的一個湖泊。科里布湖是愛爾蘭島第二大湖泊，面積僅次於內湖。

## 外部連結
- Corrib Cruises （页面存档备份，存于）